# Огърличена мангуста
Огърличена мангуста (Herpestes brachyurus) е вид бозайник от семейство Мангустови (Herpestidae).

## Разпространение и местообитание
Разпространен е в Индонезия и Малайзия.